# Relations entre la Finlande et la Turquie
Les relations entre la Finlande et la Turquie se réfèrent aux relations bilatérales entre la Finlande et la Turquie. La Finlande a une ambassade à Ankara. La Turquie a une ambassade à Helsinki. Les deux pays sont membres du Conseil de l'Europe et de l'OTAN.

## Historique
En mars 2023, la Turquie est l’avant-dernier membre (avant la Hongrie) de l’Organisation du traité de l'Atlantique nord ratifiant l’adhésion de la Finlande à l’organisation,. Lors d’une visite officielle du président finlandais Alexander Stubb, le président turc Recep Tayyip Erdoğan note l’importance de la reconnaissance de l’État Palestinien par la Finlande.